# Lucio Soravito De Franceschi

Bischofswappen von Lucio Soravito De Franceschi

Lucio Soravito De Franceschi (* 8. Dezember 1939 in Mione di Ovaro; † 6. Juli 2019 in Udine) war ein italienischer Geistlicher, Pastoraltheologe und römisch-katholischer Bischof von Adria-Rovigo.

## Leben
Lucio Soravito De Franceschi studierte Philosophie und Theologie am Diözesanseminar von Castellerio und in Udine. Am 29. Juni 1963 empfing er die Priesterweihe. Er absolvierte ein Studium der Pastoraltheologie an der Salesianischen Päpstlichen Universität. Von 1963 bis 1999 war er in der Seelsorge tätig in Udine tätig. Ab 1968 war er Direktor des Diözesankatechetischen Amtes und ab 1983 Koordinator der Diözesanpastoral. Zudem wirkte er von 1984 bis 1999 als Bischofsvikar für die Laien. Von 1988 bis 1999 war er Generalassistent der Diözesankatholischen Aktion und ab 1984 Kanoniker des Metropolitankapitels sowie ab 1999 Pfarrer der Kathedrale von Udine und Stadtvikar.
Als Autor zahlreicher katechetischer Veröffentlichungen und Artikel in Pastoralzeitschriften lehrte er ab 1977 am Interdiözesanseminar von Udine und ab 1991 an der Theologischen Fakultät in Norditalien, Abteilung Padua, Pastoral- und Katecheseologie.
Papst Johannes Paul II. ernannte ihn am 29. Mai 2004 zum Bischof von Adria-Rovigo. Die Bischofsweihe spendete ihm der Erzbischof von Udine, Pietro Brollo, am 11. Juli desselben Jahres; Mitkonsekratoren waren Alfredo Battisti, Alterzbischof von Udine, und Paolo Romeo, Apostolischer Nuntius in Italien und San Marino. Die Amtseinführung fand am 18. Juli desselben Jahres statt. Sein Wahlspruch war Gaudete in Domino semper.
Am 23. Dezember 2015 nahm Papst Franziskus seinen altersbedingten Rücktritt an.